# Paralophogaster atlanticus
Paralophogaster atlanticus is een kreeftachtigensoort uit de familie van de Lophogastridae. De wetenschappelijke naam van de soort is voor het eerst geldig gepubliceerd in 1937 door W. Tattersall.